# 보덕
보덕(普德, 생몰년 미상)은 고구려 말기의 승려이다. 자는 지법(智法)이다.

## 개요
《삼국유사》에 따르면 그는 전고려(고구려) 용강현 출신으로 출가해서 반룡산(盤龍山) 연복사(延福寺)에 주석하였으며 평양(平壤)에서 산골 노승의 요청으로 《열반경》(涅槃經) 40권을 강론하였고, 강론을 마친 뒤에 평양 서쪽 대보산(大寶山)의 바위굴 아래에 이르러 참선하다 신인의 계시를 받고 신인이 알려준 땅을 파서 8면 7층의 석탑을 찾아냈고, 탑을 찾은 자리에 영탑사(靈塔寺)를 지었다고 한다.
한편 고구려 말기 도교(道敎)가 당(唐)에서 유입되고, 이어 쿠데타를 일으켜 보장왕을 옹립하고 실권을 장악한 대막리지(大莫離支) 연개소문(淵蓋蘇文)에 의해 적극적인 도교 진흥책이 펼쳐지면서 사찰이 몰수되어 도관으로 개조되는 등 불교에 대한 억불 사건이 벌어지자, 보덕은 도교와 불교가 서로 충돌하게 되면 나라가 위태롭게 될 것이라 진언하였으나 받아들여지지 않았고, 결국 650년(혹은 667년 3월 3일) 고구려를 떠나 백제로 갔다고 한다(비래방장 설화). 이후 완산주에 경복사(景福寺)를 세우고 열반종을 강론하였고, 그의 제자 11명이 각각 절을 세워 열반종을 포교했다.
보덕이 주석했던 전주 경복사는 비래방장(飛來方丈)이라 불리며, 조선 시대까지 보덕의 초상화를 모신 존영각으로 쓰였다고 한다. 고려의 고승이었던 대각국사 의천이 1092년 경복사를 방문해서 보덕의 영정에 참배하고 시를 남겼는데, 그의 시에는 원효(元曉)와 의상(義湘)이 보덕으로부터 《열반경》을 배웠다고 적고 있다.

## 비래방장(飛來方丈)
《삼국유사》에는 보덕이 신통력으로 자신의 거처 즉 방장을 허공에 띄워서 하룻밤 만에 평양에서 전주로 날아왔다고 적고 있다. 고려 이규보의 《동국이상국집》에 실려 있는 《남행월일기》(南行月日記)에도 비래방장 설화가 실려 있는데, 어느 날 보덕이 자신의 제자들을 불러 "고구려가 도교만을 존숭하고 불법을 숭상하지 않으니, 이 나라는 반드시 오래가지 못할 것이다. 피난을 해야 하겠는데 어느 곳이 좋을까?"라고 물었고, 제자 명덕(明德)이 "전주에 있는 고달산(高達山)이 바로 편안히 머무를 만한 땅입니다."라고 대답했다. 건봉(乾封) 2년(667년, 보장왕 26년) 정묘 3월 3일에 제자가 문을 열고 나와 보니, 당(堂)이 이미 고달산으로 옮겨와 있었고, 원래 있던 반룡산과는 1천여 리나 떨어져 있는 거리였다.

## 참고 문헌
- 정선여 《고구려 불교사 연구》 서경문화사, 2007년